# Municipio de Chartiers
El municipio de Chartiers (en inglés: Chartiers Township) es un municipio ubicado en el condado de Washington en el estado estadounidense de Pensilvania. En el año 2000 tenía una población de 7,154 habitantes y una densidad poblacional de 113 personas por km².

## Geografía
El municipio de Chartiers se encuentra ubicado en las coordenadas 40°15′30″N 80°14′59″O / 40.25833, -80.24972.

## Demografía
Según la Oficina del Censo en 2000 los ingresos medios por hogar en la localidad eran de $37,679 y los ingresos medios por familia eran $45,417. Los hombres tenían unos ingresos medios de $37,101 frente a los $26,170 para las mujeres. La renta per cápita para la localidad era de $18,116. Alrededor del 6,9% de la población estaban por debajo del umbral de pobreza.